# Drzewo Bodhi
Drzewo Bodhi (albo z syng. Bo) – figowiec pagodowy (łac. ficus religiosa L.; sans. ashvattha), pod którym Budda Siakjamuni osiągnął oświecenie, i który od tamtej pory na pamiątkę jest nazywany drzewem oświecenia.

## Historia drzewa Bodhi
Drzewo Bodhi, jeszcze jako zwykły figowiec, rosło nieopodal rzeki Niranjana. W tej też okolicy, nieopodal miejscowości Bodhgaya, Sidhattha Gotama (przyszły budda) prowadził surowe praktyki ascetyczne wraz z pięcioma innymi ascetami. Ów mędrzec zrozumiał, że praktyki ascezy nie prowadzą do jakiegokolwiek celu, a jedynie osłabiają ciało. Porzucił je więc, a wtedy pięciu ascetów odwróciło się od niego. Kiedy odzyskiwał siły nieopodal wioski Senani (dziś Sujata) bramińska dziewczyna Sujata ofiarowała mu ryż na mleku. Spożywszy posiłek, napotkał ścinacza traw - bramina Sotthijię i wziął od niego pęk trawy kuśa na matę. Tak przygotowany usiadł pod drzewem figowym, twarzą zwrócony na zachód. Postanowił nie wstawać, dopóki nie osiągnie oświecenia.
Kiedy siedział pogrążony w głębokiej medytacji, Vassavadi Mara - Pan Iluzji, będący symbolem ułudy i słabości umysłu - próbował odwieść Gotamę od podjętej decyzji. Atakował go swymi armiami demonów i kusił wdziękami córek, lecz na próżno. Śakjamuni osiągnął Oświecenie. Wtedy Mara zapytał, któż jest świadkiem tego, kto potwierdzi prawdziwość zdarzenia? Na to Budda dotknął ziemi, wzywając ją na świadka niezliczonych cnotliwych wcieleń, które przywiodły go na miejsce Oświecenia pod drzewo Bodhi.
Przez następne siedem dni po Oświeceniu Budda kontynuował medytację pod drzewem Bodhi, nie wstając z miejsca. Przez następny tydzień medytował pod kilkoma okolicznymi drzewami (drzewo banyan, drzewo mucalinda i drzewo ket), by w trzecim tygodniu zasiąść ponownie pod drzewem Bodhi.

## Dalsza historia drzewa
Pierwsze informacje o drzewie pochodzą z "Kalingabodhi Jataki"', która opisuje drzewo i otaczający je teren przed Oświeceniem Buddy. Kolejna księga - "Asokavadana", która relacjonuje historię przejścia na buddyzm króla Aśoki (III wiek p.n.e.) także wspomina o drzewie Bodhi. Późniejsza cześć króla dla świętego drzewa widocznie rozgniewała jego królową-żonę, gdyż kazała je ściąć. Aśoka wtedy nagromadził ziemię dookoła pnia i podlał mlekiem jego korzenie. Drzewo w cudowny sposób odrosło na wysokość 37 metrów. Następnie kazał je otoczyć kamiennym murem, wysokim na trzy metry, aby ochronić je przed podobnymi sytuacjami w przyszłości.
Córka Aśoki, Sanghamitta, późniejsza buddyjska mniszka, wzięła ze sobą pęd drzewa Bodhi i zawiozła na Sri Lankę, gdzie król Devanampiyatissa zasadził ją w klasztorze Mahavihara w Anuradhapura. Rośnie tam do dzisiaj i jest najstarszym drzewem na świecie z ciągłą dokumentacją.
W około 600 roku, król Sesanka, gorliwy wyznawca Śiwy, ponownie zniszczył drzewo rosnące w nieopodal Bodhgaya. Zdarzenie to zostało zapisane przez Xuanzanga, który opisał także posadzenie nowego, młodego drzewka przez króla Purnavarma w 620 roku. Od tego czasu podczas corocznych obchodów święta Visakha Puja, tysiące ludzi z całych Indii gromadzi się i namaszcza korzenie świętego drzewa pachnącą wodą i mlekiem, oraz by oferować kwiaty i muzykę. Xuanzang tak pisał: "Drzewo stało otoczone ceglanym murem z zachodu, północy i południa, co czyni je małą twierdzą. Ma spiczaste liście jasnozielonego koloru. Wierni składają pod drzewem ofiary z twarogu, mleka i perfum takich jak z drzewa sandałowego czy kamfory".

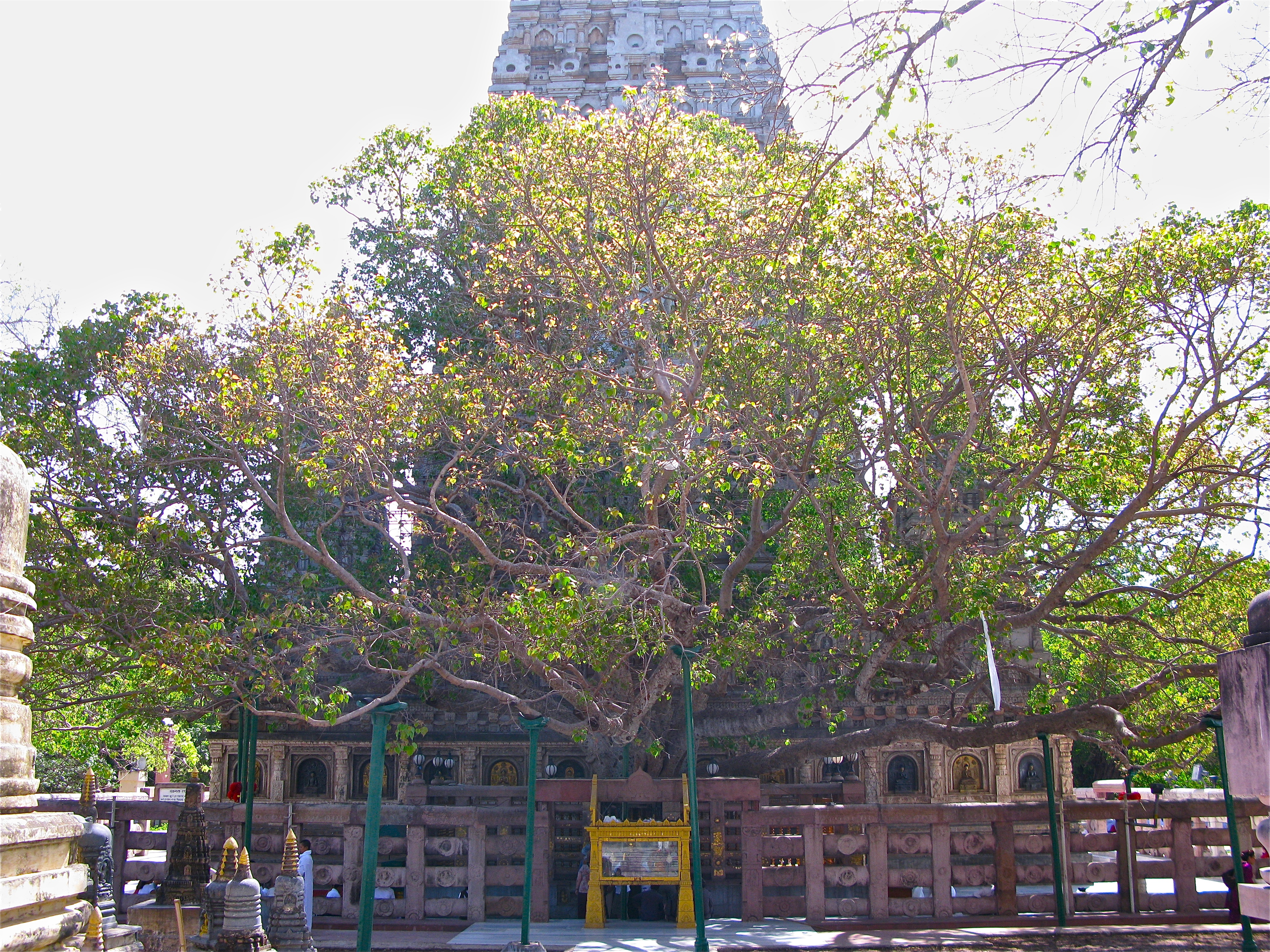
Drzewo Mahabodhi w Bodhgaya

Wiele lat później angielski archeolog Cunningham napisał: "W 1862 roku ujrzałem to drzewo niszczejące, zachodnie gałęzie nadal się zieleniły lecz pozostałe gałęzie były spróchniałe i pozbawione kory. Później widziałem je jeszcze raz w 1871 i ponownie w 1875 roku, kiedy całkowicie obumarło. Krótko potem w 1876 roku pozostała część resztek drzewa upadła podczas burzy przy wschodnim murze i stare figowe drzewo zniknęło. Jednak zebrano wiele nasion i młoda latorośl mogła zająć miejsce starego drzewa".
Drzewo Bodhi rosnące po zachodniej stronie świątyni Mahabodhi w Bodhgaya jest czwartym bezpośrednim potomkiem pierwotnego drzewa Bodhi.
W 1956 r. bandida-chambo-lama (tytuł głowy buddystów ZSRR) Dżimbal Dorżi Gombojew wziął udział w 2500. rocznicy parinirwany (skt. parinirvāna) Buddy (Buddha Dżajanti) i przewiózł do ZSRR nasiona świętego drzewa, które zasadził na terenie dacanu iwołgińskiego.
Pod koniec XX w. szczep tego drzewa został zasadzony na terenie Powszechnego Kościoła Buddy (Buddha's Universal Church) w San Francisco, który nadal się rozwija.

## Symbolika Drzewa
Drzewo Bodhi symbolizuje Oświecenie. Jego symbolika łączy się bezpośrednio z osobą Buddy Śakjamuniego oraz najważniejszej chwili w Jego życiu. Symbolizuje także ochronę. Drzewo ochraniało Buddę podczas medytacji przed atakami Mary i przed żywiołami przez niego rozpętanymi.
Obecnie drzewo Bodhi nadal pełni bardzo ważną rolę dla wszystkich buddyjskich tradycji, będąc przypomnieniem i inspiracją, symbolem pokoju, Oświecenia i potencjalnych możliwości, które leżą w każdym z nas.
skt Bodhighara | chiń. daoshu; pudishu | kor. tosu; porisu | jap. dōshu; bodaishu | wiet. daô thu; phâu dê thu | tyb. byang.chub.shing